# جون ووكر (سياسي)
جون ووكر (بالإنجليزية: John Walker)‏ هو محامي وسياسي أمريكي، ولد في 13 فبراير 1744 بمقاطعة ألبمارل في الولايات المتحدة، وتوفي في 2 ديسمبر 1809 في نفس البلد. حزبياً، نشط في Pro-Administration Party (United States) ‏. وقد انتخب عضو مجلس الشيوخ الأمريكي.